# Саитвалиев, Руслан Нариманович
Руслан Нариманович Саитвалиев (род. 1977) — муфтий Центрального духовного управления мусульман Таврического муфтията (ЦДУМ — Таврический муфтият).

## Биография

### Ранние годы
Родился в 1977 году в Узбекской ССР, в городе Янгиюль. Родители были активистами национального движения. Вернувшись на Родину в 1989 году поселился в селе Танковое Бахчисарайского района, где и продолжил среднее образование.

### Религиозная деятельность
В 2007 году совершил Хадж. В 2008 году становиться одним из организаторов миссии Хаджа мусульман Крыма, в этом же году Бахчисарайской мусульманской общиной избирается на пост имама. В эти годы ведет просветительскую деятельность по всему Бахчисарайскому району и Крыму.
В 2012 году получил иджаза по науке Хадис от маликитского ученого стран Магриба, Муфтия Республики Тунис — Камалуддин Джа’айяд, который является учеником известного ученого Аль-Фадыль ибн Ат-Тоhир ибн 'Ашур. Так же начиная с этого года неоднократно посещает Турецкую Республику для обмена опыта с местными мусульманскими общинами и углубления знаний в области суфизма.
В 2014 году был избран на пост Муфтия Таврического Муфтията.
Эта организация имеет разногласия с Духовным управлением мусульман Крыма как по каноническим, так и по имущественным вопросам. Руководство ЦДУМТМ поспешило установить связи с муфтиями Чеченской Республики и Татарстана, а также с председателем Центрального духовного управления мусульман России верховным муфтием Талгатом Таджуддином, заверяя о намерении бороться с последователями нетрадиционных исламских течений в Крыму. Весной 2015 года, однако, власти Крыма заявили о передаче всех местных мечетей Духовному управлению мусульман Крыма. В частности, крымские власти поддержали ДУМК в его претензиях на управление крупнейшей на полуострове мечетью Хан-Джами в Евпатории, чья община в августе 2014 года ушла в Таврический муфтият. В феврале 2015 года ДУМК получил правоустанавливающие документы для деятельности по российским законам.

## Образование
- 1992 г. окончил Среднеобразовательную школу села Танковое.
- 1993 г. поступил в Бахчисарайское профессиональное техническое училище
- 2005 г. получил диплом Киевского Исламского университета со степенью «Имам хатыб»
- 2013 г. получил диплом Украинской Академии Наук с квалификацией «Политолог-политтехнолог»
- 2015 г. утвержден религиозным экспертом в составе Департамента политических исследований и межэтнических отношений Севастопольской Академии Наук.
- 2015 г. за внесённый вклад в развитие Исламского Богословия был удостоен звания Академика Севастопольской Академии Наук.

## Семейное положение
Женат, имеет двух дочерей и одного сына.